# S. Horváth Ildikó
S. Horváth Ildikó (Szombathely, 1969 –) magyar festő- és grafikusművész.

## Életútja, művészete
Gimnáziumi rajztanulmányokat Vörös Ferenc TIT-es rajzszakkörében és magántanulóként végzett. Ezután Herenden porcelánfestőként dolgozott. Több év más irányú tevékenysége után azonban ismét festéssel próbálkozott. Elvégezte a német Hamburger Akademie für Fernstudien iskola „kreatív festő” szakát 2002–2004 között, majd Masszi Ferenc grafikusművésznél képezte magát. A sokszorosító grafikai eljárásokat a Kamper Lajos által vezetett Stúdióban tanulta és alkotó módon továbbfejlesztette. Tagja MAOE-nek, és az Ajkai Grafikai Műhelynek. Először a figurativitás területén mozgott nagyobb biztonsággal. Rézkarcaiban, vas- és cinkmaratásaiban, valamint víz- és olajképeiben azonban már ekkor is megragadó a szín sokirányú, érzékeny kezelése. A színek mindig érzelmek, érzetek, szimbolikus mondanivalók hordozói. Eszmeiségében kezdettől rengeteget merített a keleti filozófiából.

A figurális jellegű munkák között, melyek gyakran finom, színes „szőnyegre” készülnek, nagyon gyakoriak az olyanok, ahol a stilizált növényzet fonja körbe az alakokat, mindig érzelmi többletjelentést hordozva (Évszakok sorozat, stb.) Állatok: madarak, macskák, fantázialények is gyakori szereplői munkáinak. Művek közül a „Tánc” sorozat ennek a figurális vonalnak oldottabb, széles, ornamentizáló jellegével a keleti szőnyegekre és az indiai ábrázolásokra emlékeztető variációja. Ilyen, orientális jelleget ölt a „Boldogasszony” is – akárcsak Odilon Redon Krisztusai. A karc szimbolikus jelentést is hordozó virágai a magyar népművészet díszítményeire is utalnak, akárcsak az asszony testén megjelenő motívumok. Mint szinte mindig, messze elkerüli a nyugati művészetre és gondolkodásra olyannyira jellemző, plasztikus értékeket. Az olyan munkák, mint az „Álom darabokban” már a teljes absztrakció világába vezetnek át. A művészre gyakran jellemző, meleg, vöröses tónusok felett fehéren világító motívumok a leegyszerűsített figuratívitás floreális elemeit is széttördelik, az álom valószínűtlen világába kalauzolva minket. A végső lépést a „Szintek” teszi meg, ahol már teljesen amorf „lények” mozognak, vertikálisan egymás fölé rendeződve. Szürreális világ ez, mintha csak a szentendrei klasszikusok, talán a késői Vajda Lajos gondolatisága élne tovább benne, bár lényegesen más lelki alapállásból kiindulva.

## Munkássága

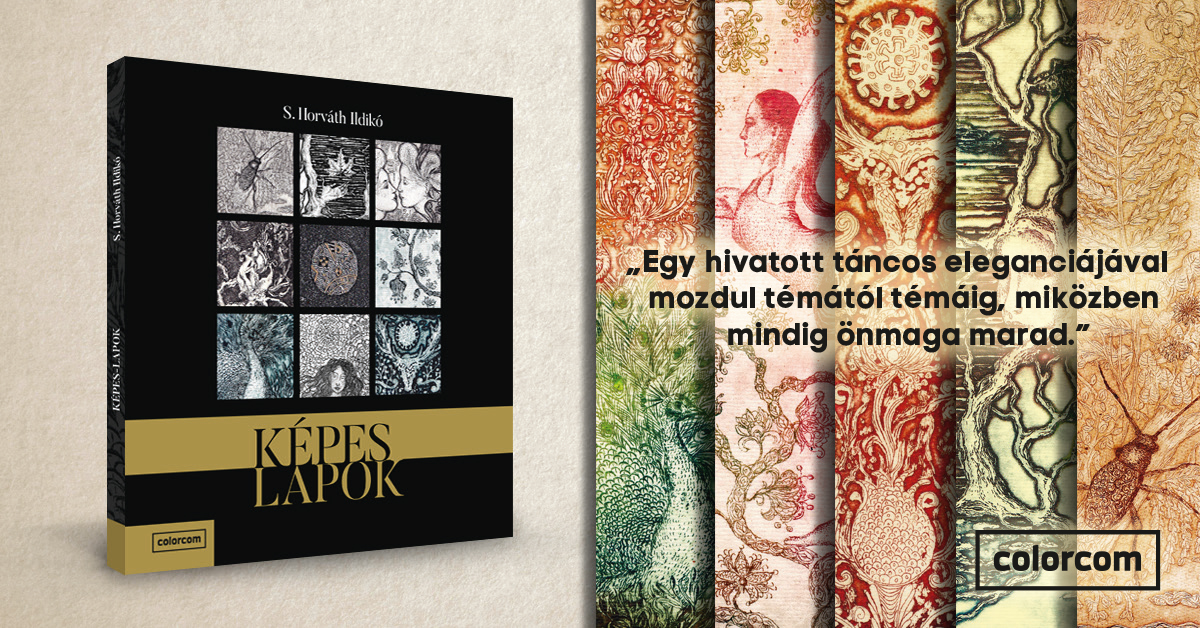
Képes Lapok című könyvének borítója

### Önálló kiállításai[1]
- Szombathely: MMIK, Savaria Tourist, OMK, BDK,
- asvár: Nagy Gáspár Kulturális Központ,Alsóőr (Unterwart): UMIZ,
- Kőszeg: Szecessziós Ház,
- Fonyód: Feng Shui Galéria
- Budapest: Rákoshegy,
- Pápa: JMSZK,
- Szigliget: Alkotóház

## Elismerései, díjai[1]
- XXVII. és XXIX. Vasvári Képző- és Iparművészeti Kiállítás Különdíja
- Búza Barna-díj, az év legjobb illusztrációjáért